# Heterometrisch
Als heterometrisch bezeichnet man in der Verslehre Strophenformen, bei denen die Verse mindestens zwei unterschiedliche Versmaße (Metrum) haben. Bekanntes Beispiel ist das aus einem daktylischen Hexameter und einem daktylischen Pentameter bestehende elegische Distichon.
Das Gegenteil von heterometrisch ist isometrisch. Hier haben alle Verse das gleiche Versmaß. Beispiele sind die Paarreimstrophe oder die Stanze.
Allgemeiner bezeichnet isometrisch bzw. heterometrisch Formen metrischer Gleichartigkeit bzw. Ungleichartigkeit auf der jeweiligen Ebene, so besteht ein isometrisches Gedicht aus gleichartigen Strophen, ein isometrischer Vers aus gleichartigen Versfüßen usw.
Gelegentlich bezeichnet man auch gleiche Silbenzahl reimender Wörter als Isometrie.